# عوف عبدالرحمن یوسف
عوف عبدالرحمن یوسف (انگلیسی: Aouf Abdul Rahman Youssef؛ زادهٔ ۲۴ نوامبر ۱۹۶۰) دونده سرعت اهل عراق بود.